# Sabrina Vitting-Seerup
 Der er for få eller ingen kildehenvisninger i denne artikel, hvilket er et problem. Du kan hjælpe ved at angive troværdige kilder til de påstande, som fremføres i artiklen.

Sabrina Vitting-Seerup (født 5. november 1988 i Helsingør) er en dansk forfatter, forsker og foredragsholder. Hun er kendt for at blive kåret som verdens bedste taler i 2016 og taler ofte om repræsentationer af mangfoldighed i danske medier.

## Karriere og uddannelse
Sabrina Vitting-Seerup har en BA i Litteraturvidenskab og er cand.mag. i Moderne Kultur og Kulturformidling fra Københavns Universitet. Hun har siden skrevet en ph.d.-afhandling på Moderne Kultur fra Københavns Universitet, der undersøger repræsentationen af mangfoldighed i kunst og kultur fra samtidens Danmark.
Sabrina Vitting-Seerup startede sin karriere ved at arbejde med marketing. Hun var bl.a. Marketingkoordinator i non-profit boghandlerkæden Academic Books og sidenhen Kommunikations- og Marketingchef samme sted. Hun forlod sin stilling for i stedet at starte som ph.d.-stipendiat på Københavns Universitet i 2016.
Ved siden af sin ph.d.-ansættelse stiftede Sabrina Vitting-Seerup sit firma Ren Snak i slutningen af 2016. Herfra sælger hun foredrag, workshops og individuel sparring med fokus på forskningsformidling igennem det talte ord. Forskningen, Sabrina formidler, omhandler repræsentation og mangfoldighed, bl.a. hvordan kunst og kultur påvirker vores syn på os selv og vores medmennesker, og hvordan biases og ubevidste fordomme påvirker vores liv. Hendes workshops og sparringssessioner fokuserer på at skabe klar og inddragende formidling af viden igennem det talte ord - både online (dvs. på Zoom og Teams) og ved fysiske møder og præsentationer.
I dag arbejder Sabrina Vitting-Seerup både i Ren Snak og på Københavns Universitet. Hun er nu tilknyttet Institut for Naturfagenes Didaktik, hvor hun forsker i bæredygtig forskningsformidling, der centerer sig om FN's verdensmål, særligt når det gælder Mål 5 (om at opnå ligestilling mellem kønnene) og Mål 10 (om at reducere ulighed).

## Privatliv
Sabrina Vitting-Seerup er gift med Kristoffer Vitting-Seerup, der er forsker på DTU.[kilde mangler]

## Priser
- Falling Walls Lab Aarhus 2017, Aarhus Universitet
- Copenhagen Science Slam 2017, Folkemødet
- The World Public Speaking Championship 2016, Quebec, Canada, JCI
- The European Public Speaking Championship 2016, Tampere, Finland, JCI
- Den Gyldne Mikrofon, Danmarksmesterskabet 2015, JCI
- Kforums Specialepris 2013, Kommunikationsforum

## Udvalgte udgivelser

### Bøger
- Populærkultur i samfundet - Analyse af vekselvirkninger, Dennis Jacob Rosenfeld Arkiveret 6. maj 2021 hos  Wayback Machine og Sabrina Vitting-Seerup, 2019
- Reframing Migration, Diversity and the Arts - The Postmigrant Condition, Moritz Schramm, Sten Pultz Moslund, Anne Ring Petersen, Mirjam Gebauer, Hans Christian Post, Sabrina Vitting-Seerup og Frauke Wiegand, 2019

### Formidlingsartikler
- "Red verden med tegninger", Kforum 2015
- "TEGNESERIESKOLE: FÅ LÆSEREN TIL AT TÆNKE OG FØLE", Serieland 2015
- "Tegneserieskabere + mindreårige flygtninge = en vigtig antologi", Nummer9 2016
- "Minoriteterne – to the rescue!", Nummer9 2016
- "Fire uundværlige råd før du går på scenen", Kforum 2017
- "Black Panther: Afro-futurisme og kødhylstre", Nummer9 2018
- "Er diversitet bad business?", Nummer9 2018
- "MIX - for og med hvem?", MIX COPENHAGEN LGBTQ Film Festival 2018

### Forskningsartikler
- "Working towards diversity with a postmigrant perspective: how to examine representation of ethnic minorities in cultural institutions", 2017
- "Hatsune Miku: an uncertain image", 2017 (publiceret med Stina Marie Hasse Jørgensen og Katrine Wallevik)
- "’Flygtninge’ på scenen - dilemmaer og potentialer", 2018
- "'Det er da ikke racistisk!' og andre positioner fra Nordens racialiseringsdiskurser"

### Podcasts og filmserier
- Hvor bliver du af? Arkiveret 6. maj 2021 hos  Wayback Machine, en podcast i 6 afsnit om Sabrina og Kristoffers kamp for at få ønskebarnet. Udgivet på Saga Talks, sponsoreret af European Sperm Bank
- Mennesker, medier og mangfoldighed, en videoserie i 8 afsnit, udgivet på ForskerZonen, videnskab.dk